# Никола Матев
Никола Николов Матев е български политик от БКП.

## Биография
Роден е 14 юли 1911 г. във великотърновското село Златарица, днес град. През 1930 г. става член на БКП. На следващата година става секретар на партийната организация в родното си село. През 1934 г. става секретар на районен комитет на РМС, а след това е секретар на отделни партийни райони в София. За комунистическата си дейност е арестуван и интерниран. След 9 септември 1944 г. е секретар на Областния комитет на ОФ във Велико Търново. Отделно е член на Бюрото на Областния комитет на БКП за Велико Търново. В отделни периоди е председател на РНС „Васил Левски“ и на Окръжния народен съвет в София, заместник-министър и заместник-председател на Комитета за битови услуги. В периода 1971 – 1974 г. е заместник-министър на горите и опазване на природната среда. През 1975 г. е избран за заместник-председател на Общонародния комитет за защита на природата. Между 19 ноември 1966 и 4 април 1981 г. е кандидат-член на ЦК на БКП.